# Anethoporus gracilior
Anethoporus gracilior är en mångfotingart som beskrevs av Chamberlin 1918. Anethoporus gracilior ingår i släktet Anethoporus och familjen Spirostreptidae. Inga underarter finns listade i Catalogue of Life.